# Autorización Canadá-Ucrania para viajes de emergencia
La autorización Canadá-Ucrania para viajes de emergencia (o por su sigla en inglés, CUAET) es una visa de viaje temporal introducida por el gobierno canadiense en marzo de 2022 tras la invasión rusa de Ucrania. El programa proporciona estatus temporal a ciudadanos ucranianos y sus familiares, lo que permite a los titulares de visas viajar, estudiar y trabajar dentro de Canadá por hasta tres años. Canadá también ofreció temporalmente apoyo adicional a quienes lleguen bajo CUAET. Las solicitudes se cerraron el 15 de julio de 2023.

## Implementación
Durante la primera sesión del 44.º Parlamento canadiense, en respuesta directa a la invasión rusa de Ucrania, el Comité Permanente de Ciudadanía e Inmigración presentó un informe que recomendaba implementar viajes sin visa desde Ucrania a Canadá mediante el uso de una autorización de viaje electrónica (eTA). Los miembros del parlamento estuvieron de acuerdo con el informe y su sugerencia. La visa CUAET se introdujo el 17 de marzo de 2022. Se proporcionó de forma gratuita y sin límite en el número de solicitantes aceptados. Se puso a disposición de quienes se encuentran en el extranjero un proceso de solicitud en línea, que les permite enviar los datos biométricos requeridos (huellas dactilares y una fotografía) en línea. La solicitud en línea tardó 14 días en procesarse. Se recibieron un total de 1.189.320 solicitudes, de las cuales 961.975, o aproximadamente el 80,88%, fueron aprobadas. Al 23 de marzo de 2024, 286.752 personas llegaron al país bajo CUAET. Las solicitudes se cerraron el 15 de julio de 2023.
El 31 de marzo de 2024 fue el último día para ingresar a Canadá bajo las medidas CUAET. Aquellos que ingresen después de esta fecha con una visa CUAET no son elegibles para los apoyos federales ofrecidos bajo CUAET y deberán cumplir con los requisitos generales para ingresar al país. El 31 de marzo de 2024 fue también el último día para extender o cambiar el estatus temporal en Canadá bajo CUAET. Los solicitantes que hayan experimentado retrasos en sus solicitudes y hayan recibido una decisión positiva a partir del 4 de febrero de 2024 son elegibles para llegar a Canadá antes del 31 de julio de 2024. A su llegada, pueden solicitar un permiso de estudio en el interior y un permiso de trabajo abierto en gratis.